# Tanna de-be Elijahu
Tanna de-be Elijahu (auch: Seder Elijahu) ist ein nach 500 und vor 800 entstandener ethischer Midrasch in hebräischer Sprache.
Er will zum rechten Lebenswandel (derech erez) ermahnen und verherrlicht das Gesetzesstudium.
Es existieren verschiedene Varianten des Textes, Kapiteleinteilungen und Herkunft des Autors (der Autoren?) sind ebenfalls umstritten.
Die 1677 in Prag von Samuel Haida veröffentlichte Ausgabe ist keine Ausgabe des eigentlichen Textes. Stattdessen habe er, wie der Verfasser selbst mitteilt, angesichts des verderbten überlieferten Textes Elia gebeten, ihm nach Gebet und Fastenübung den Text nochmals zu offenbaren.

## Ausgabe
- Meir Friedmann: Seder Eliahu rabba und Seder Eliahu zuta (Tanna d'be Eliahu). Wien 1902, Neuausgabe: Bamberger & Wahrman, Jerusalem 1960